# Nederlands Filmfonds
Het Nederlands Filmfonds is een cultuurfonds van de Nederlandse overheid.
Het fonds ontstond in 1993 toen het Fonds voor de Nederlandse film fuseerde met het Productiefonds van de Nederlandse film. Het biedt financiële ondersteuning bij de totstandkoming en distributie van speelfilms, korte films, animaties en documentaires. Het doel is de stimulering van een gevarieerd en kwalitatief aanbod van films van Nederlandse bodem en het stimuleren van activiteiten en een goed klimaat waarin de Nederlandse films zich kunnen ontwikkelen.